# Aeglopsis eggelingii
Aeglopsis eggelingii är en vinruteväxtart som beskrevs av M. R. F. Taylor. Aeglopsis eggelingii ingår i släktet Aeglopsis och familjen vinruteväxter. Inga underarter finns listade i Catalogue of Life.